# Federation of European Biochemical Societies
Federation of the European Biochemical Societies (FEBS) är en internationell vetenskaplig förening med syfte att arrangera fackliga konferenser och möten, utge publikationer och dylikt inom biokemi, molekylärbiologi och molekylär biofysik i Europa.
Sällskapet är en icke-statlig organisation (NGO), som baserar sig på representation genom nationella NGO-underorganisationer. Sedan föreningen bildades 1964 har den haft en stark tillväxt, och har nu 40 000 ledamöter i 43 länder, 36 nationella biokemiska föreningar som ledamöter, samt 7 associerade föreningar.. Sverige är representerat genom Svenska föreningen för biokemi och molekylärbiologi (SFBM). 

## Nuvarande aktiviteter
FEBS sponsrar avancerade kurser för doktorander och postdoktorstudier, arrangerar vetenskapliga konferenser och utdelar stipendier, priser och medaljer. FEBS distribuerar även begagnad eller överflödig vetenskaplig utrustning bland de fattigare medlemsländerna. Detta ingår i ett program kallat Scientific Apparatus Recycling Scheme (SARS). 
FEBS ger dessutom unga vetenskapsmän och -kvinnor från Öst- och Centraleuropa möjlighet att resa till arrangemang i Västeuropa och att arbeta vid laboratorier där. FEBS samarbetar med besläktade europeiska vetenskapliga föreningar som European Molecular Biology Organization (EMBO), European Life Scientist Organisation (ELSO), och European Molecular Biology Laboratory (EMBL).

## Tidskrifter
FEBS utger tre vetenskapliga tidskrifter FEBS Journal, FEBS Letters och Molecular Oncology. FEBS Journal var tidigare känd under namnet European Journal of Biochemistry. FEBS Journal publicerar fullständiga vetenskapliga rapporter, medan FEBS Letters satsar på korta artiklar och snabb, förenklad publicering.